# Grimeton

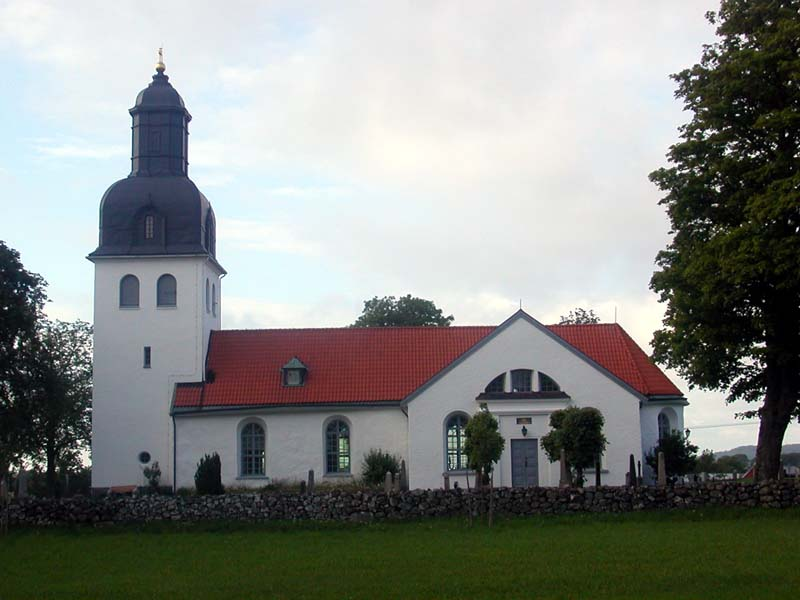
Kościół w Grimeton

Grimeton – miejscowość w Szwecji, w pobliżu Varberga.
Znajduje się w niej zabytkowa, jedyna do dzisiaj działająca, radiostacja transatlantycka Radiostacja Varberg w Grimeton, wybudowana w 1923. 2 lipca 2004 wpisany na Listę światowego dziedzictwa UNESCO. Bliźniaczy odpowiednik szwedzkiej stacji – Nadawcza Radiostacja Transatlantycka Babice – znajdował się we wsi Babice pod Warszawą i został zniszczony w 1945.